# Shirley Babashoff
Shirley Babashoff (n. 31 ianuarie 1957, Whittier, California, SUA) este o înotătoare americană, medaliată olimpică. A participat la două ediții ale Jocurilor Olimpice (1972, 1976) în care a câștigat 4 medalii de aur și 6 medalii de argint.